# Slankamenački Vinogradi
Slankamenački Vinogradi (izvirno srbsko Сланкаменачки Виногради) je naselje v Srbiji, ki upravno spada pod Občino Inđija; slednja pa je del Sremskega upravnega okraja.

## Demografija
V naselju živi 225 polnoletnih prebivalcev, pri čemer je njihova povprečna starost 45,4 let (41,3 pri moških in 49,7 pri ženskah). Naselje ima 117 gospodinjstev, pri čemer je povprečno število članov na gospodinjstvo 2,27.
To naselje je v glavnem slovaško (glede na popis iz leta 2002), a v času zadnjih treh popisov je opazno zmanjšanje števila prebivalcev.
|  |

| Demografija | Demografija     | Demografija     |
| Leto        | Št. prebivalcev | Št. prebivalcev |
| ----------- | --------------- | --------------- |
|             |                 |                 |
|             |                 |                 |
|             |                 |                 |
|             |                 |                 |
| 1948        | 636             |                 |
| 1953        | 628             |                 |
| 1961        | 581             |                 |
| 1971        | 533             |                 |
| 1981        | 493             |                 |
| 1991        | 278             | 278             |
| 2002        | 272             | 266             |
|             |                 |                 |

| Etnična sestava po popisu iz leta 2002 | Etnična sestava po popisu iz leta 2002 | Etnična sestava po popisu iz leta 2002 | Etnična sestava po popisu iz leta 2002 | Etnična sestava po popisu iz leta 2002 |
| -------------------------------------- | -------------------------------------- | -------------------------------------- | -------------------------------------- | -------------------------------------- |
| Slovaki                                | Slovaki                                |                                        | 199                                    | 74,81%                                 |
| Srbi                                   | Srbi                                   |                                        | 26                                     | 9,77%                                  |
| Jugoslovani                            | Jugoslovani                            |                                        | 17                                     | 6,39%                                  |
| Hrvati                                 | Hrvati                                 |                                        | 3                                      | 1,12%                                  |
| Rusi                                   | Rusi                                   |                                        | 1                                      | 0,37%                                  |
| Madžari                                | Madžari                                |                                        | 1                                      | 0,37%                                  |
| Neznano                                | Neznano                                |                                        | 12                                     | 4,51%                                  |